# Harry et Harriet
Pour plus de détails, voir Fiche technique et Distribution.
Harry et Harriet (titre original : Eine Frau namens Harry) est un film allemand réalisé par Cyril Frankel, sorti en 1990.

## Synopsis
Harriet est une femme d'âge moyen qui ne réussit tout simplement pas. Cela ne fonctionne pas au travail et cela ne fonctionne pas vraiment non plus avec les hommes comme son collègue Michael dont elle est amoureuse. Harriet décide donc de mettre fin à ses jours avec des somnifères. Ses derniers mots sont : « Je donnerais mon âme pour être un homme ». Le diable entend cela et fait la suggestion suivante à Harriet : il la transformera en homme si elle lui donne son âme. Le lendemain matin, Harriet va aux toilettes et constate que quelque chose de crucial a changé. Elle est maintenant un homme et s'appelle désormais Harry.
Du coup, tout devient plus facile pour Harry, il fait carrière au travail et il connaît aussi un succès extraordinaire auprès des dames. Même sa meilleure amie Katharina oublie qu'Harry est en fait son amie Harriet. Mais avec le temps, Harriet se lasse d'être un homme. Elle demande au diable d'annuler l'accord. Le diable accepte et Harry redevient Harriet. À la fin du film, Harriet et Michael se retrouvent.

## Fiche technique
- Titre original : Eine Frau namens Harry
- Titre français : Harry et Harriet
- Réalisation : Cyril Frankel
- Scénario : Frank Lenart (de)
- Musique : Sergueï Rachmaninov
- Photographie : Heinz Hölscher
- Son : Uli Winkler
- Montage : Ute Albrecht (de)
- Production : Karl Spiehs
- Société de production : Lisa Film, K. S. Film, Monaco Film, Roxy Film
- Société de distribution : Tivoli Filmverleih
- Pays d'origine :  Allemagne
- Langue : Allemand
- Format : Couleur - 1,66:1 - mono - 35 mm
- Genre : Comédie
- Durée : 95 minutes
- Dates de sortie :
  -  Allemagne de l'Ouest : 19 juillet 1990.

## Distribution
- Mandy Perryment (de) : Harriet
- Thomas Gottschalk : Harry
- Fiona Fullerton : Catherine
- Heinz Hoenig : Michael
- Daniel Friedrich (de) : Bernard
- Heinz Marecek (de) : Peter Graf
- Maria Perschy : Ruth Olsen
- Julia Kent (de) : Jenny
- Andrea Schober : Régina
- Robert Dietl : le gynécologue
- Jochen Busse (de) : l'urologue
- Eddi Arent : le psychiatre
- Sabi Dorr (de) : David Bohrmann
- Stephanie Beacham : Christine Petersen
- Charles Gray : Le diable
- Linda Joy (de) : Lorelei Schneider
- Sabina Trooger (de) : l'infirmière
- Käte Jaenicke (de) : la vieille dame à la station de taxis
- Petra Wagner : la thérapeute
- Barbara von Baur : Maggie
- Reiner Bellersheim : le programmeur
- Theo Maalek : l'exécuteur
- Jai Lybel : la caissière
- Frank Lenart : un patient
- Alexander Ertelt : le vendeur
- Enrico Boetcher : le premier chauffeur de taxi
- Eckhard Preuß (de) : le second chauffeur de taxi
- Inge Brandenburg : l'auto-stoppeuse

## Production
Vivian Naefe (de) et Walter Kärger écrivent le scénario original. Naefe fut d'abord destinée à réaliser, mais refuse que Thomas Gottschalk soit l'acteur principal. Après un long litige juridique concernant l'adaptation cinématographique, les deux plaignants Naefe et Kärger parvinrent à un accord avec le producteur Karl Spiehs en février 1990. Le réalisateur chevronné Cyril Frankel dirige le tournage du 7 mars 1990 au 12 avril 1990 à Munich et au lac de Constance. La comédie n'a pas le succès escompté auprès du public. Il s'agit de la dernière grande production cinématographique de Karl Spiehs qui, hormis quelques coproductions, se tourne alors entièrement vers la télévision.